# کنستادینوس بنیوتیس
کنستادینوس بنیوتیس (یونانی: Κωνσταντίνος "Κώστας" Μπανιώτης؛ زادهٔ ۶ نوامبر ۱۹۸۶) ورزشکار پرش ارتفاع اهل یونان است.
وی در مسابقات کشوری و بین‌المللی در مجموع برندهٔ ۱ مدال طلا و ۲ مدال نقره شده‌است.